# Naoki Suzu
Naoki Suzu (japanisch 鈴 直樹 Suzu Naok; * 13. April 2000 in der Präfektur Kagoshima) ist ein japanischer Fußballspieler.

## Karriere
Naoki Suzu erlernte das Fußballspielen in der Jugendmannschaft des Erstligisten Sanfrecce Hiroshima sowie in der Universitätsmannschaft der Aoyama-Gakuin-Universität. Seinen ersten Profivertrag unterschrieb er am 1. Februar 2023 beim Fukushima United FC. Der Verein aus Fukushima, einer Stadt in der gleichnamigen Präfektur, spielte in der dritten japanischen Liga. Sein Drittligadebüt gab Naoki Suzu am 5. März 2023 (1. Spieltag) im Auswärtsspiel gegen den FC Imabari. Bei der 1:0-Heimniederlage wurde er in der 79. Minute für Kōta Mori eingewechselt. In seiner ersten Profisaison bestritt Suzu 37 Drittligaspiele.